# Вегенер (лунный кратер)
Кратер Вегенер (лат. Wegener) — ударный кратер в северном полушарии обратной стороны Луны. Название присвоено в честь немецкого геофизика и метеоролога, создателя теории дрейфа материков, Альфреда Лотара Вегенера (1880—1930) и утверждено Международным астрономическим союзом в 1970 г. Образование кратера относится к нектарскому периоду.

## Описание кратера
Ближайшими соседями кратера являются кратер Вуд на западе; кратер Стефан на северо-востоке, кратер Разумов на юге, кратер Ландау на юго-западе. Селенографические координаты центра кратера 45°13′ с. ш. 113°49′ з. д. / 45,21° с. ш. 113,81° з. д., диаметр 95,8 км, глубина 2,82 км.
Кратер умеренно разрушен, внутренний и внешний склон перекрыты несколькими небольшими кратерами, юго-западная часть вала частично перекрывает соседний кратер Ландау. Высота вала над окружающей местностью 1410 м, объем кратера составляет приблизительно 7400 км³. Внутренний склон вала значительно шире в южной части и образует пересеченную местность в южной части чаши кратера. В западной части чаши находится приметный кратер, прилегающий к внутреннему склону. Остальная часть дна чаши плоская и не имеет значительных структур. 

## Сателлитные кратеры
| Вегенер | Координаты                                              | Диаметр, км |
| ------- | ------------------------------------------------------- | ----------- |
| K       | 43°11′ с. ш. 112°16′ з. д. / 43,18° с. ш. 112,26° з. д. | 31,2        |
| W       | 47°07′ с. ш. 116°25′ з. д. / 47,11° с. ш. 116,41° з. д. | 51,8        |

- Образование сателлитного кратера Вегенер K относится к нектарскому периоду[1].